# Friedrich von Kielmansegg

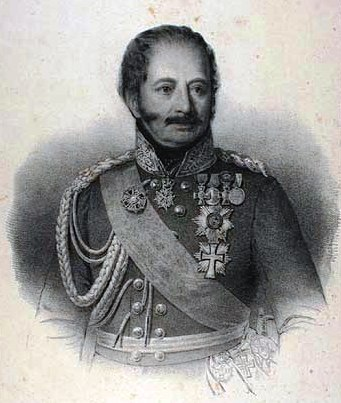
Friedrich von Kielmansegg

El Mayor General Friedrich Otto Gebhard von Kielmansegg (17 de diciembre de 1768 - 18 de julio de 1851) fue un soldado y oficial alemán al servicio del Reino de Hannover que luchó en la Campaña de Waterloo.

## Biografía
Friedrich von Kielmansegg era hijo del químico de Ratzeburg Friedrich von Kielmansegg (1728-1800). Su hermano Ludwig von Kielmansegg fue un veterano oficial del ejército, mientras que su hermano menor Ferdinand von Kielmansegg fue nombrado ministro de Guerra.
Kielmannsegg se unió al servicio militar del Electorado de Brunswick-Luneburgo. La Convención de Artlenburg de 1803 terminó su carrera militar y en un principio se retiró a la finca familiar en Holstein. En la Campaña Alemana de 1813 era coronel de la defensa colectiva a cuenta propia (36.000 táleros). El mismo año fundó su cuerpo de cazadores (jägers), el Korps der Kielmannseggeschen Jäger. El cuerpo fue desbandado en 1814. Kielmannsegg fue promovido a mayor general en 1815 y el mismo año lideró la Brigada Hanoveriana en las batallas de Quatre Bras y Waterloo. En 1816 se unió al nuevo ejército del Reino de Hannover y permaneció en el servicio activo hasta 1832, convirtiéndose en teniente general. En 1839 se unió a los francmasones de Hannover.
Murió el 18 de julio de 1851 en Hannover a la edad de 82 años.

## Condecoraciones
Recibió las siguientes órdenes y condecoraciones:
- Reino de Hannover:
  - Gran Cruz de la Orden Real Güélfica, 1821[4]
  - Medalla Hannoveriana de Waterloo
  - Medalla Conmemorativa de Guerra (1813)
  - Cruz de Guillermo
- Ciudades Libres Hanseática: Medalla de Guerra de la Liga Hanseática
- Electorado de Hesse: Caballero de la Orden al Mérito Militar, 10 de agosto de 1817[5]
- Suecia: Gran Cruz de la Espada, 1.ª Clase
- Dinamarca: Gran Cruz de Dannebrog, 6 de julio de 1839[6]
- Imperio ruso:
  - Caballero de Santa Ana, 2.ª Clase
  - Caballero de San Vladimir, 4.ª Clase